# Joseph W. Smiley
Joseph W. Smiley (18 de junio de 1870 – 2 de diciembre de 1945) fue un actor y director cinematográfico de nacionalidad estadounidense, activo en la época del cine mudo.
Nacido en Boston, Massachusetts, era conocido por el apodo de Drew. Estuvo casado con la actriz Lila Leslie. Falleció en 1945 en la ciudad de Nueva York.

## Filmografía completa

### Actor
- Tracked, de Thomas H. Ince (1911)
- The Secret of the Palm, de Joseph W. Smiley (1911)
- The Penniless Prince, de Thomas H. Ince (1911)
- Her Two Sons, de Harry Solter (1911)
- Dangerous Lines, de George Loane Tucker (1911)
- A Son of His Father, de Joseph W. Smiley (1913)
- Through Flaming Paths
- The Engineer's Revenge (1914)
- A Strange Melody
- The Root of Evil (1914)
- The House of Darkness (1914)
- The Living Fear
- Who Seeks Revenge
- The Better Man, de Joseph W. Smiley (1914)
- As We Forgive Those
- The Triumph of Right (1914)
- Marah, the Pythoness
- The Bond of Womanhood
- Threads of Destiny, de Joseph W. Smiley (1914)
- The Sorceress, de Joseph W. Smiley (1914)
- Was His Decision Right?
- The Grip of the Past, de Joseph W. Smiley (1914)
- A War Baby, de Barry O'Neil (1915)
- Baseball and Trouble (1915)
- In Her Mother's Footsteps, de Joseph W. Smiley (1915)
- The Love of Women, de Joseph W. Smiley (1915)
- A Tragedy of the Hills, de Romaine Fielding (1915)
- The White Mask, de Joseph W. Smiley (1915)
- Rated at $10,000,000, de Joseph W. Smiley (1915)
- A Delayed Reformation, de Shannon Fife (1915)
- The Gray Horror, de Joseph W. Smiley (1915)
- Nobody Would Believe
- The Inventor's Peril
- Whom the Gods Would Destroy, de Joseph W. Smiley (1915)
- The Witness
- Voices from the Past
- The Steadfast
- A Woman Reclaimed
- The Meddlesome Darling
- The Other Sister, de Joseph W. Smiley (1915)
- The Haunted Bell
- The Highway of Fate
- Broadway Jones
- Sleeping Fires, de Hugh Ford (1917)
- Public Be Damned
- The Lesson, de Charles Giblyn (1917)
- Double Crossed, de Robert G. Vignola (1917)
- Seven Keys to Baldpate, de Hugh Ford (1917)
- Dodging a Million
- The Face in the Dark
- Joan of Plattsburg
- Her Final Reckoning, de Emile Chautard (1918)
- The Heart of a Girl
- Heredity, de William P.S. Earle (1918)
- Heart of the Wilds, de Marshall Neilan (1918)
- The Queen of Hearts
- The Road to France
- Hitting the Trail
- What Love Forgives
- Luck and Pluck
- The Moral Deadline
- Never Say Quit
- As a Man Thinks
- Break the News to Mother
- The Isle of Conquest, de Edward José (1919)
- The Poison Pen
- A Daughter of Two Worlds
- The Law of the Yukon
- The Scarab Ring, de Edward José (1921)
- The Wild Goose, de Albert Capellani (1921)
- The Rich Slave
- The Woman God Changed
- Experience, de George Fitzmaurice (1921)
- The Old Oaken Bucket
- The Blonde Vampire
- The Face in the Fog, de Alan Crosland (1922)
- Old Home Week
- Wild, Wild Susan
- The Police Patrol
- The Untamed Lady, de Frank Tuttle (1926)
- Aloma of the South Seas, de Maurice Tourneur (1926)
- The Show Off, de Malcolm St. Clair (1926)
- The Potters
- Corianton

### Director
- Phone 1707 Chester (1911)
- The Secret of the Palm  (1911)
- The Lover's Signal (1911)
- Where There's Life, There's Hope (1911)
- The Scarlet Letter, codirigida con George Loane Tucker (1911)
- Second Sight (1911)
- The Temptress (1911)
- The Minor Chord (1911)
- The Piece of String (1911)
- The Brothers (1911)
- The Rose's Story, codirigida con George Loane Tucker (1911)
- Over the Hills, codirigida con George Loane Tucker (1911)
- The Preacher and the Gossip
- A College Girl
- Madeleine's Christmas
- What's in a Name? (1913)
- Keeping Up Appearances (1913)
- Jane's Waterloo
- Nearly in Mourning
- Bob Buys an Auto
- The Penalty of Crime
- When Love Loses Out
- On the Dumbwaiter
- Poker Paid
- The Battle of Shiloh (1913)
- A Son of His Father (1913)
- Through Flaming Paths
- Between Dances
- The Lost Child (1914)
- A Desperate Chance (1914)
- The Wallflower (1914)
- The Trunk Mystery (1914)
- The Living Fear
- Who Seeks Revenge
- The Better Man (1914)
- As We Forgive Those
- Marah, the Pythoness (1914)
- The Bond of Womanhood (1914)
- Threads of Destiny (1914)
- Thumb Prints and Diamonds (1914)
- The Spy's Fate (1914)
- A Boomerang Swindle
- The Sorceress (1914)
- The Grip of the Past (1914)
- A Believer in Dreams
- The Bomb (1914)
- The Intriguers
- In Her Mother's Footsteps
- The Language of the Dumb
- The Love of Women
- Siren of Corsica
- The White Mask
- The Stroke of Fate
- Rated at $10,000,000 (1915)
- The Gray Horror (1915)
- Nobody Would Believe
- The Inventor's Peril
- The Path to the Rainbow
- Whom the Gods Would Destroy (1915)
- Her Idol
- Romance as a Remedy
- Voices from the Past
- The Steadfast
- A Woman Reclaimed
- Life Without Soul (1915)
- The Meddlesome Darling
- The Other Sister (1915)
- The Fortunate Youth (1916)
- Energetic Eva (1916)